# Sigrid Rondelez
Sigrid Rondelez (Brugge, 17 maart 1971) is een Belgisch windsurfster.

## Olympische Spelen
Rondelez nam deel aan de Olympische spelen in 2000 in Sydney, in 2004 in Athene en in 2012 in Londen.
In 2000 en 2004 was de geselecteerde zeilplank de Mistral One Design waarmee ze respectievelijk 16e en 18e eindigde, in 2012 ging het om de RS:X. Rondelez eindigde in Londen als 17de. Na de wedstrijd kondigde de inmiddels 41-jarige Rondelez haar afscheid aan de topsport aan.

## International Sailing Federation
In 1991 werd Rondelez vicewereldkampioene in de Mistral klasse. In 1996 werd ze Europees kampioene wave-surfen.
Rondelez werd achtste op de ISAF wereldkampioenschappen zeilen 2003 in de Mistral One Design klasse en dertigste op de wereldkampioenschappen zeilen 2011 in Fremantle in de RS:X klasse.